# Ara (Berg)
Der Ara (armenisch Արա լեռ; russisch Ара лер Ara ler) ist ein erloschener Vulkan in den armenischen Provinzen Aragazotn und Kotajk.
Der Ara befindet sich 25 km nördlich der armenischen Hauptstadt Jerewan. Zwischen dem Vulkan-Massiv des Ara und dem 20 km nordwestlich gelegenen Aragaz-Massiv, höchster Berg und Vulkan Armeniens, verläuft die Schlucht des Kassagh. Mit einer Höhe von 2577 m erhebt sich der Ara etwa 1500 Meter über die südlich gelegene Aras-Ebene.